# Lista światowego dziedzictwa UNESCO w Belgii
Lista światowego dziedzictwa UNESCO w Belgii – lista miejsc w Belgii wpisanych na listę światowego dziedzictwa UNESCO, ustanowioną na mocy Konwencji w sprawie ochrony światowego dziedzictwa kulturowego i naturalnego, przyjętą przez UNESCO na 17. sesji w Paryżu 16 listopada 1972 i ratyfikowaną przez Belgię 24 lipca 1996 roku.
Obecnie (stan w 2023 roku) na liście znajduje się 16 obiektów: 15 dziedzictwa kulturowego i jeden o charakterze przyrodniczym.
Na belgijskiej liście informacyjnej UNESCO – liście obiektów, które Belgia zamierza rozpatrzyć do zgłoszenia do wpisu na listę światowego dziedzictwa, znajduje się 15 obiektów (stan w roku 2021).

## Obiekty na liście światowego dziedzictwa UNESCO
Poniższa tabela przedstawia belgijskie obiekty na liście światowego dziedzictwa UNESCO:
Nr ref. – numer referencyjny UNESCO;
Obiekt – polskie tłumaczenie nazwy wpisu na liście wraz z jej angielskim oryginałem;
Położenie – miasto, prowincja; współrzędne geograficzne;
Typ – klasyfikacja według Komitetu Światowego Dziedzictwa:
- kulturowe (K),
- przyrodnicze (P),
- kulturowo–przyrodnicze (K,P);

Rok wpisu – roku wpisu na listę i rozszerzenia wpisu;
Opis – krótki opis obiektu wraz z informacjami o jego zagrożeniu.
     Wpisy transgraniczne
| Nr ref. | Obiekt | Zdjęcie | Położenie                                               | Typ                 | Rok            | Opis |
| ------- | --- | ------- | ------------------------------------------------------- | ------------------- | -------------- | --- |
| 855     | Domy beginek we Flandrii Flemish Béguinages |         |                                                         | K (ii)(iii)(iv)     | 1998           | 13 średniowiecznych beginaży – siedzib zamkniętych wspólnot beginek, kobiet poświęcających się życiu religijnemu i działalności dobroczynnej, lecz nie związanych ślubami zakonnymi. Beginaże we Flandrii to zespoły architektoniczne złożone z domów mieszkalnych, kościołów, budynków gospodarczych oraz terenów zielonych.                                                                    |
| 856     | Cztery windy na Kanale Centralnym wraz z otoczeniem, La Louvrire i Le Roeulx (Hainault) The Four Lifts on the Canal du Centre and their Environs, La Louvière and Le Roeulx (Hainaut) |         | La Louvière 50°29′15,0″N 4°10′32,8″E/50,487500 4,175781 | K (iii)(iv)         | 1998           | Cztery windy dla statków (dźwigi hydrauliczne) z ok. 1900 roku na historycznym Kanale Centralnym w La Louvière. Wraz z kanałem i związanymi z nim obiektami stanowią doskonały przykład krajobrazu przemysłowego końca XIX w. Windy jako jedyne na świecie zachowały się w pierwotnym stanie i są używane do dziś.                                                                               |
| 857     | La Grand-Place w Brukseli La Grand-Place, Brussels |         | Bruksela 50°50′48,3″N 4°21′08,7″E/50,846750 4,352417    | K (ii)(iv)          | 1998           | Nieregularny, pięciokątny rynek w Brukseli, z zabudową, głównie XVII-wieczną, reprezentującą jednolity styl architektoniczny. |
| 943     | Miejskie wieże strażnicze (beffroi) Belgii i Francji Belfries of Belgium and France                                                                                                   |         |                                                         | K (i)(ii)(iii)(iv)  | 1999 2005      | Wpis wraz z Francją, obejmuje 33 wieże na terenie Begii (26 we Flandrii i 9 w Walonii) oraz 23 w północnej Francji. |
| 996     | Zabytkowe centrum Brugii Historic Centre of Brugge |         | Brugia 51°13′00″N 3°14′00″E/51,216667 3,233333          | K (ii)(iv)(vi)      | 2000           | Doskonale zachowane średniowieczne miasto z zabudową gotycką. |
| 1005    | Główne rezydencje miejskie zaprojektowane przez Victora Hortę w Brukseli Major Town Houses of the Architect Victor Horta (Brussels)                                                   |         | Bruksela 50°49′41″N 4°21′44″E/50,828056 4,362222        | K (i)(ii)(iv)       | 2000           | Cztery kamienice: Hôtel Tassel, Hôtel Solvay, Hôtel van Eetvelde oraz dom i pracownia architektoniczna Horty zaprojektowane przez belgijskiego architekta Victora Hortę (1861–1947), pioniera architektury secesyjnej. |
| 1006    | Neolityczne kopalnie krzemienia w Spiennes (Mons) Neolithic Flint Mines at Spiennes (Mons)                                                                                            |         | Mons 50°25′50,8″N 3°58′43,6″E/50,430770 3,978790        | K (i)(iii)(iv)      | 2000           | Największy (100 ha) i najstarszy – z okresu neolitu – zespół kopalń krzemienia na terenie Europy. Ich szczególny charakter wiąże się z różnorodnością zastosowanych rozwiązań technicznych oraz bezpośrednim połączeniem z osadą. |
| 1009    | Katedra w Tournai Notre-Dame Cathedral in Tournai |         | Tournai 50°36′23,3″N 3°23′20,2″E/50,606472 3,388944     | K (ii)(iv)          | 2000           | Katedra z pierwszej połowy XII w., z wyjątkowo obszerną nawą romańską, bogatą dekoracją rzeźbiarską kapiteli, transeptem zwieńczonym pięcioma wieżami zwiastującymi styl gotycki i XIII-wiecznym chórem w czystym stylu gotyckim. |
| 1185    | Zabytkowy zespół: dom, pracownie i muzeum rodów Plantin i Moretus Plantin-Moretus House-Workshops-Museum Complex                                                                      |         | Antwerpia 51°13′06″N 4°23′52″E/51,218333 4,397778       | K (ii)(iii)(iv)(vi) | 2005           | Zabytkowy zespół obejmujący XVI-wieczne pracownie drukarskie Christophe'a Plantina (1514/1520–1589) i Jana Moretusa (1543–1610) – jedne z najstarszych na świecie, ich domy oraz muzeum poświęcone ich działalności. |
| 1298    | Pałac Stocleta Stoclet House |         | Bruksela 50°50′07,0″N 4°24′58,0″E/50,835278 4,416111    | K (i)(ii)           | 2009           | Pałac projektu austriackiego architekta Josefa Hoffmana (1870–1956) wzniesiony w 1911 roku dla belgijskiego finansisty Adolphe’a Stocleta w stylu wiedeńskiej secesji. Projekt bazujący na oszczędnym geometryzmie stanowi przełom w architekturze secesyjnej, zapowiadający styl art déco i modernizm. Wnętrza pałacu zdobią dzieła Kolomana Mosera (1868–1918) i Gustava Klimta (1862–1918).   |
| 1344    | Główne ośrodki górnicze Walonii Major Mining Sites of Wallonia |         | Walonia 50°26′07″N 3°50′18″E/50,435278 3,838333         | K (ii)(iv)          | 2012           | Cztery ośrodki górnicze na obszarze o długości 170 km i szerokości od 3 do 15 km, rozciągającym się ze wschodu na zachód Belgii: kopalnia Grand-Hornu wraz z miasteczkiem robotniczym, zaprojektowanym przez Bruno Renarda (1781–1861) w pierwszej połowie XIX w., ośrodek Bois-du-Luc z jedną z najstarszych europejskich kopalni węgla z końca XVII w., kopalnie Bois du Cazier i Blegny-Mine. |
| 1321    | Dzieła architektury Le Corbusiera The Architectural Work of Le Corbusier, an Outstanding Contribution to the Modern Movement                                                          |         | Antwerpia 51°11′01,2″N 4°23′35,7″E/51,183667 4,393250   | K (i)(ii)(vi)       | 2016           | Wpis wraz z Argentyną, Francją, Niemcami, Indiami, Japonią i Szwajcarią. Obejmuje 17 budowli według projektów Le Corbusiera (1887–1965) – na terenie Belgii: Maison Guiette w Antwerpii. |
| 1133    | Pierwotne lasy bukowe Karpat i innych regionów Europy Ancient and Primeval Beech Forests of the Carpathians and Other Regions of Europe                                               |         | Bruksela 50°46′00,0″N 4°25′35,7″E/50,766667 4,426583    | P (i)(ii)(vi)       | 2007 2011 2017 | Wpis wraz z Albanią, Austrią, Bośnią i Hercegowiną, Bułgarią, Chorwacją, Czechami, Francją, Hiszpanią, Macedonią Północną, Niemcami, Polską, Rumunią, Słowacją, Słowenią, Szwacjcarią, Ukrainą i Włochami. Od 2017 roku wpis obejmuje części lasu bukowego Forêt de Soignes. |
| 1613    | Wspaniałe miasta uzdrowiskowe Europy The Great Spa Towns of Europe |         | 50°29′36″N 5°52′00″E/50,493333 5,866667                 | K (ii)(iii)         | 2021           | Wpis wraz z Austrią, Czechami, Francją, Niemcami, Wielką Brytanią i Włochami. Obejmuje belgijskie uzdrowisko Spa. |
| 1555    | Koloniën van Weldadigheid Colonies of Benevolence |         | 51°23′00″N 4°47′00″E/51,383333 4,783333                 | K (ii)(iv)          | 2021           | Wpis transgraniczny położony na terenie Belgii i Holandii. Obejmuje kolonię w Wortel w Regionie Flamandzkim. |
| 1567    | Miejsca pochówku i pamięci I wojny światowej (Front Zachodni) Funerary and memory sites of the First World War (Western Front)                                                        |         | Be                                                      | K (iii)(iv)(vi)     | 2023           | Wpis wraz z Francją. |

## Obiekty na belgijskiej liście informacyjnej UNESCO
Poniższa tabela przedstawia obiekty na belgijskiej liście informacyjnej UNESCO:
Nr ref. – numer referencyjny UNESCO;
Obiekt – polska nazwa obiektu wraz z jej oryginałem na belgijskiej liście informacyjnej UNESCO;
Położenie – miasto, prowincja; współrzędne geograficzne;
Typ – klasyfikacja według zgłoszenia:
- kulturowe (K),
- przyrodnicze (P),
- kulturowo–przyrodnicze (K,P);

Rok wpisu – roku wpisu na listę informacyjną;
Opis – krótki opis obiektu wraz z informacjami o jego zagrożeniu.
     Wpisy transgraniczne
| Nr ref. | Obiekt | Zdjęcie | Położenie                                                                  | Typ                 | Rok  | Opis |
| ------- | --- | ------- | -------------------------------------------------------------------------- | ------------------- | ---- | ---- |
| 856     | Średniowieczne centrum Gandawy i dwa opactwa, które dały jemu początek Le noyau historique médiéval ou la 'Cuve' de Gand, et les deux abbayes qui sont à son origine |         | Gandawa 51°03′00″N 3°44′00″E/51,050000 3,733333                            | K (ii)(iv)          | 2002 |      |
| 857     | Historyczne centrum Antwerpii Noyau historique d'Antwerpen -Anvers- de l'Escaut aux anciens remparts de vers 1250                                                    |         | Antwerpia 51°13′00″N 4°24′00″E/51,216667 4,400000                          | K (ii)(iv)(vi)      | 2002 |      |
| 1712    | Historyczne gmachy Katholieke Universiteit Leuven Leuven/Louvain, bâtiments universitaires, l'héritage de six siècles au sein du centre historique                   |         | Leuven 50°52′40,8″N 4°42′00,0″E/50,878000 4,700000                         | K (ii)(iii)(iv)(vi) | 2002 |      |
| 5355    | Galeries Royales Saint-Hubert Les passages de Bruxelles / Les Galeries Royales Saint-Hubert                                                                          |         | Bruksela 50°50′52″N 4°21′18″E/50,847778 4,355000                           | K (ii)(iv)          | 2008 |      |
| 5356    | Dzieła architektury Henry'ego van de Velde L’œuvre architecturale d’Henry van de Velde                                                                               |         | Bruksela 50°47′44,9″N 4°20′36,3″E/50,795806 4,343417                       | K (i)(ii)           | 2008 |      |
| 5357    | Pałac Sprawiedliwości w Brukseli Le Palais de Justice de Bruxelles                                                                                                   |         | Bruksela 50°50′12″N 4°21′06″E/50,836667 4,351667                           | K (i)               | 2008 |      |
| 5358    | Hautes Fagnes Le plateau des Hautes-Fagnes |         | Liège 50°32′40″N 6°04′40″E/50,544444 6,077778                              | K (v)               | 2008 |      |
| 5359    | Rzymska droga z Bavay do Tongeren Le tronçon Bavay-Tongres de la chaussée romaine Boulogne-Cologne situe sur le territoire de la Région wallonne                     |         |                                                                            | K (iii)(iv)         | 2008 |      |
| 5361    | Pałac biskupi w Liège Le palais de Princes Evêques de Liège |         | Liège 50°38′45″N 5°34′24″E/50,645833 5,573333                              | K (ii)(iii)         | 2008 |      |
| 5362    | Pole bitwy pod Waterloo Le champ de bataille de Waterloo, la fin de l’épopée napoléonienne                                                                           |         | Braine-l'Alleud Brabancja Walońska 50°40′31″N 4°24′39″E/50,675278 4,410833 | K (ii)(iii)(vi)     | 2008 |      |
| 5364    | Panorama bitwy pod Waterloo Le Panorama de la Bataille de Waterloo, exemple particulièrement significatif de «Phénomène de Panoramas»                                |         | Braine-l'Alleud Brabancja Walońska 50°40′45″N 4°24′19″E/50,679167 4,405278 | K (ii)(iii)(vi)     | 2008 |      |
| 5365    | Cytadele nad Mozą Les citadelles mosanes |         | Region Waloński                                                            | K (ii)              | 2008 |      |
| 5623    | Park Narodowy Hoge Kempen Hoge Kempen Rural - Industrial Transition Landscape                                                                                        |         | Limburgia Region Flamandzki 51°00′00″N 5°40′00″E/51,000000 5,666667        | K, P (iv)(vi)(viii) | 2011 |      |
| 6398    | Stanowiska Neandertylczyków w Walonii Les sites à fossiles néandertaliens de Wallonie                                                                                |         | Liège Namur Region Waloński                                                | K (iii)(vi)         | 2019 |      |
|         | Grottes Schmerling |         | Liège Region Waloński 50°35′32″N 5°24′32″E/50,592222 5,408889              |                     |      |      |
|         | Grotte Scladina |         | Namur Region Waloński 50°29′02″N 5°01′33″E/50,483889 5,025833              |                     |      |      |
|         | Grottes de Goyet |         | Namur Region Waloński 50°26′48″N 5°00′32″E/50,446667 5,008889              |                     |      |      |
|         | Spy |         | Namur Region Waloński 50°28′57″N 4°40′09″E/50,482500 4,669167              |                     |      |      |
| 6399    | Szpital Notre-Dame à La Rose w Lessines Hôpital Notre-Dame à La Rose - Lessines                                                                                      |         | Lessines Hainaut Region Waloński 50°42′47″N 3°49′54″E/50,713056 3,831667   | K, P (iii)(iv)      | 2019 |      |